# Hot Right Now
Hot Right Now ist ein Lied des britischen Produzenten DJ Fresh gemeinsam mit Rita Ora. Es wurde erstmals am 12. Februar 2012 auf iTunes unter dem Label Ministry of Sound veröffentlicht und stieg direkt nach seiner Veröffentlichung auf Platz eins der britischen Charts. Für DJ Fresh wurde es sein zweiter Nummer-eins-Hit und für Rita Ora ihr erster Nummer-eins-Hit in den britischen Charts.

## Entstehung und Veröffentlichung
Das Lied wurde gemeinsam von DJ Fresh und The Invisible Men geschrieben beziehungsweise komponiert. Stein zeichnete darüber hinaus für die Produktion zuständig.
Hot Right Now erschien erstmals am 16. Januar 2012 als Promo-Tonträger. Am 9. Februar 2012 folgte die offizielle Singleveröffentlichung als 12″-Single durch Ministry of Sound. Im August 2012 erschien es als Bonustrack von Rita Oras Debütalbum Ora, im Oktober 2012 erschien es als Teil von DJ Freshs Studioalbum Nextlevelism.

## Musikvideo
Das von Ben Newman gedrehte offizielle Musikvideo zum Lied wurde erstmals am 14. Dezember 2011 auf YouTube veröffentlicht. Im Video sieht man Rita Ora in einem Park in Los Angeles mit anderen Personen, welche zum Beat des Liedes tanzen. Das Musikvideo hat bei YouTube über 80 Millionen Aufrufe.

## Rezeption

### Rezensionen
Robert Copsey von Digital Spy gab dem Lied eine gemischte Kritik:

„Judging by the results of his latest track, we assume that the burden became all-too-great. Yes, the head-spinning breakneck beats and fuzzy basslines are impressive, as are the efforts of rising Roc Nation-signed guest singer Rita Ora, but there's something lacking here that made 'Louder' the hit that it was. Our suggestion? Lyrics such as "Turn it up right now/ Put your hands in the air if you want it right now" can't be doing him many favours.“

### Chartplatzierungen
| ChartsChartplatzierungen     | Höchstplatzierung | Wochen |
| ---------------------------- | ----------------- | ------ |
| Deutschland (GfK)            | 28 (12 Wo.)       | 12     |
| Österreich (Ö3)              | 24 (9 Wo.)        | 9      |
| Schweiz (IFPI)               | 39 (3 Wo.)        | 3      |
| Vereinigtes Königreich (OCC) | 1 (36 Wo.)        | 36     |

| ChartsJahrescharts (2012)    | Platzierung |
| ---------------------------- | ----------- |
| Vereinigtes Königreich (OCC) | 24          |

### Auszeichnungen für Musikverkäufe
| Land/Region                  | Auszeichnungen für Musikverkäufe (Land/Region, Auszeichnung, Verkäufe) | Verkäufe |
| ---------------------------- | ---------------------------------------------------------------------- | -------- |
| Vereinigtes Königreich (BPI) | Platin                                                                 | 600.000  |
| Insgesamt                    | 1× Platin ·                                                            | 600.000  |

Hauptartikel: Rita Ora/Auszeichnungen für Musikverkäufe